# Hélénopolis
Ne pas confondre avec Drépane en Sicile.
 Hélénopolis (du grec Ἑλενόπολις) ou Drépanum (du grec Δρέπανα) était une ville romaine et byzantine située dans la province de Bithynie en Asie Mineure. Elle a été identifiée avec le village moderne de Hersek, dans le district d'Altınova (province de Yalova) dans la région de Marmara en Turquie.

## Histoire

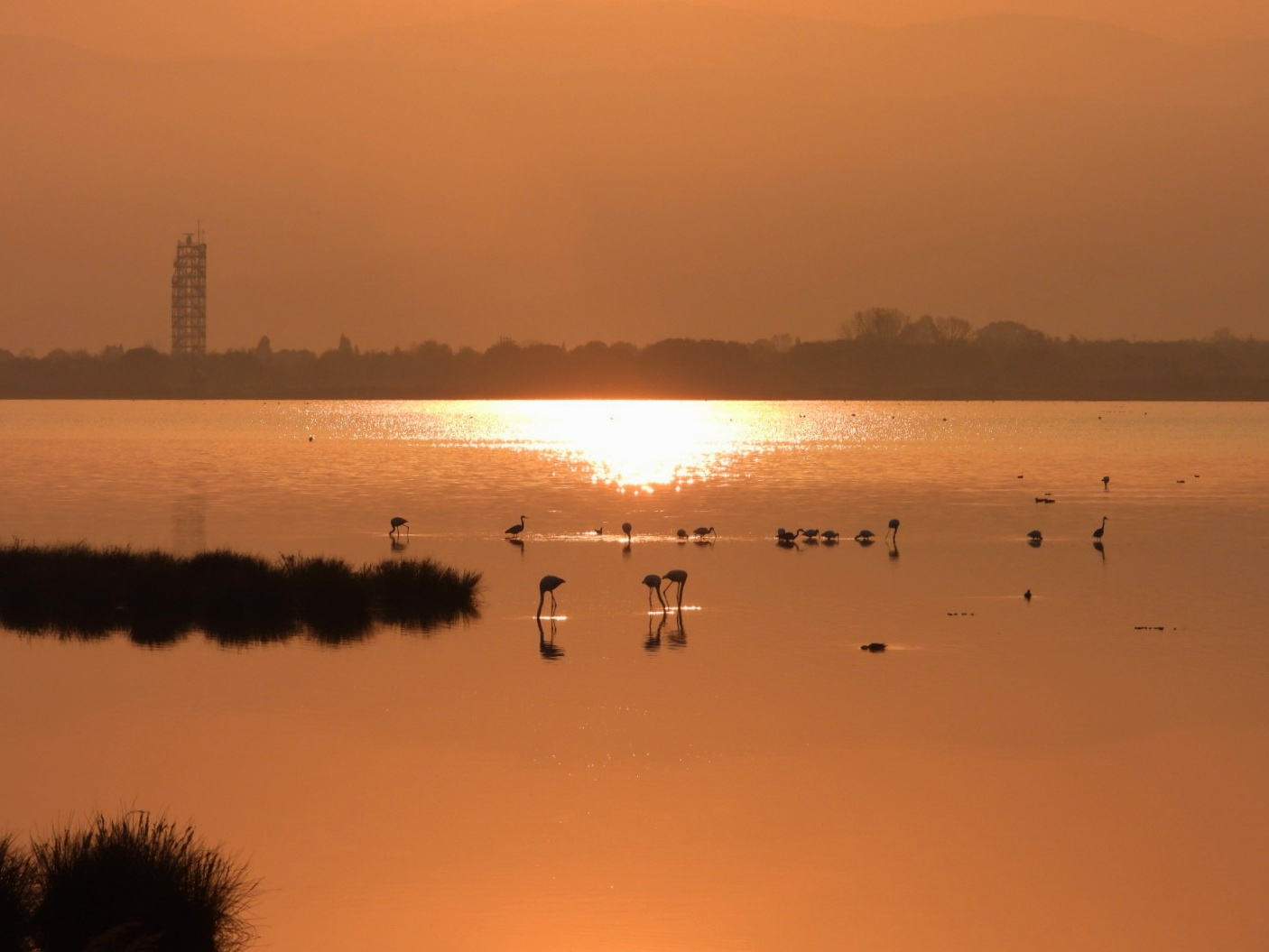
Flamants roses sur le lac de Hersek en novembre 2019.

Selon l'historien romain Procope (VIe siècle), l'empereur Constantin, à la mort de sa mère Hélène, renomme la bourgade Drépanum en Hélénopolis car elle serait le lieu de naissance de sa génitrice. Procope est cependant un auteur tardif dont les écrits doivent être maniés avec prudence et Constantin a pu élever ce bourg au rang de ville en l'honneur de sa mère pour des raisons politiques, par exemple pour y établir une grande ville sur le réseau de communication menant à sa capitale. Constantin a aussi pu faire supprimer tout écrit sur la naissance et la jeunesse de sa mère car celle-ci serait née dans une famille de basse condition et dans un village dont personne n'a entendu parler. Quoi qu'il en soit, la tradition depuis Procope fixe le lieu de naissance d'Hélène à Drépanum.
Lucien d'Antioche est mort en martyr près d'Hélénopolis. Une basilique dédiée au saint est édifiée par Constantin qui séjourne souvent dans cette ville, devenue importante, à la fin de sa vie.
Sous l'empire byzantin, Hélénopolis est le point de départ d'une des principales routes qui traversent l'Asie mineure par Nicée. Le château de Kibotos est construit à côté d'Hélénopolis : au XIe siècle, il servait de casernement aux mercenaires anglo-saxons réfugiés d'Angleterre après la bataille de Hastings en 1066. En 1096, pendant la Première Croisade, les Turcs seldjoukides y écrasent la première vague des croisés à la bataille de Civetot (Kibotos). Par la suite, du fait des séismes, les ruines du château sont englouties sous les eaux du lac de Hersek entre les villes actuelles d'Altınova et Karamürsel : le site, qui s'étend sur 4 200 m² à une profondeur de 3,5 m, fait l'objet de fouilles depuis 2017. Sous l'empire ottoman, le village de Hersek, construit sur les ruines d'Hélénopolis, est toujours un point de passage : le voyageur Evliya Çelebi y aborde en 1648 et 1671.